# Vjačeslav Ivanov (pjesnik)
Vjačeslav Ivanovič Ivanov (Moskva, 28. veljače 1866. – Rim, 16. srpnja 1949.) bio je ruski pjesnik i teolog.

## Životopis
Studirao je povijest i klasičnu filologiju u Berlinu i Parizu. Od 1905. godine u Petrogradu je okupljao krug ruskih simbolista. Od 1920. do 1924. predavao je na Sveučilištu u Bakuu. Od 1924. odlazi u Rim te prelazi na katoličanstvo. U Paviji i na Papinskom orijentalnom institutu predaje ruski jezik i književnost.

### Djela
- „Zvijezde vodilje” (Kormčie zvëzdy, 1903.)
- „Prozirnost” (Prozračnost’, 1904.)
- „Rimski soneti” (Rimskie sonety, 1924.)
- „Rimski dnevnik 1944. godine” (Rimskij dnevnik 1944. goda, 1944.)[1]

### Mrežna sjedišta
- Ivanov, Vjačeslav Ivanovič. Hrvatska enciklopedija, mrežno izdanje. Pristupljeno 16. studenoga 2024.